# Рунарско
Рунарско (словен. Runarsko) — поселення в общині Блоке, Регіон Нотрансько-крашка, Словенія. Висота над рівнем моря: 767 м.